# Championnats du monde de triathlon 1994
Les Championnats du monde de triathlon 1994 présentent les résultats des championnats mondiaux de Triathlon en 1994 organisés par la fédération internationale de triathlon.
Ces 6e championnats se sont déroulés à Wellington en Nouvelle-Zélande le 27 novembre 1994.

## Résultats

### Élite

#### Hommes
| Rang   | Athlète                 | Nationalité | Natation    | Vélo            | Course à pied | Temps           |
| ------ | ----------------------- | ----------- | ----------- | --------------- | ------------- | --------------- |
| Or     | Spencer Smith           | Royaume-Uni | 17 min 45 s | 1 h 00 min 20 s | 32 min 56 s   | 1 h 51 min 04 s |
| Argent | Brad Beven              | Australie   | 17 min 45 s | 1 h 02 min 04 s | 31 min 57 s   | 1 h 51 min 49 s |
| Bronze | Ralf Eggert             | Allemagne   | 18 min 44 s | 1 h 01 min 06 s | 32 min 47 s   | 1 h 52 min 40 s |
| 4      | Mark Bates              | Canada      | 18 min 29 s | 1 h 01 min 42 s | 32 min 25 s   | 1 h 52 min 41 s |
| 5      | Philippe Fattori        | France      | 18 min 38 s | 1 h 02 min 08 s | 32 min 10 s   | 1 h 52 min 58 s |
| 6      | Dennis Looze            | Pays-Bas    | 18 min 04 s | 1 h 01 min 47 s | 33 min 09 s   | 1 h 53 min 04 s |
| 7      | Andrew MacMartin        | Canada      | 18 min 09 s | 1 h 01 min 51 s | 33 min 04 s   | 1 h 53 min 06 s |
| 8      | Troy Fidler             | Australie   | 18 min 03 s | 1 h 01 min 51 s | 33 min 15 s   | 1 h 53 min 14 s |
| 9      | Scott Molina            | États-Unis  | 18 min 00 s | 1 h 02 min 27 s | 32 min 14 s   | 1 h 53 min 20 s |
| 10     | Markus Keller           | Suisse      | 18 min 51 s | 1 h 01 min 03 s | 33 min 30 s   | 1 h 53 min 26 s |
| 11     | Rainer Müller-Hörner    | Allemagne   | 17 min 50 s | 1 h 02 min 10 s | 33 min 24 s   | 1 h 53 min 26 s |
| 12     | Ricardo Gonzalez Davila | Mexique     | 18 min 31 s | 1 h 01 min 21 s | 33 min 40 s   | 1 h 53 min 35 s |
| 13     | Brad Keams              | États-Unis  | 18 min 54 s | 1 h 02 min 02 s | 32 min 50 s   | 1 h 53 min 49 s |
| 14     | Greg Bennett            | Australie   | 18 min 55 s | 1 h 00 min 54 s | 34 min 01 s   | 1 h 53 min 52 s |
| 15     | Thomas Hellriegel       | Allemagne   | 19 min 44 s | 1 h 01 min 08 s | 33 min 15 s   | 1 h 54 min 08 s |
| 16     | Wesley Hobson           | États-Unis  | 18 min 05 s | 1 h 01 min 51 s | 34 min 31 s   | 1 h 54 min 31 s |
| 17     | Tomáš Kočař             | Tchéquie    | 18 min 13 s | 1 h 01 min 25 s | 35 min 21 s   | 1 h 55 min 03 s |
| 18     | Mark Lees               | Australie   | 19 min 13 s | 1 h 02 min 56 s | 32 min 56 s   | 1 h 55 min 07 s |
| 19     | Stefan Jakobsen         | Canada      | 18 min 40 s | 1 h 02 min 09 s | 34 min 50 s   | 1 h 55 min 39 s |
| 20     | Nataniel Llerandi       | États-Unis  | 17 min 42 s | 1 h 03 min 26 s | 34 min 38 s   | 1 h 55 min 48 s |
| 21     | Carl Blasco             | France      | 17 min 57 s | 1 h 04 min 17 s | 33 min 43 s   | 1 h 56 min 00 s |
| 22     | Leandro Macedo          | Brésil      | 19 min 28 s | 1 h 03 min 50 s | 32 min 43 s   | 1 h 56 min 03 s |
| 23     | Frank Clarke            | Canada      | 20 min 31 s | 1 h 02 min 58 s | 32 min 49 s   | 1 h 56 min 19 s |
| 24     | Tim Bentley             | Australie   | 18 min 42 s | 1 h 05 min 01 s | 32 min 42 s   | 1 h 56 min 31 s |
| 25     | Didier Volckaert        | Belgique    | 19 min 23 s | 1 h 02 min 46 s | 34 min 30 s   | 1 h 56 min 42 s |
| 26     | Benjamin Sanson         | France      | 17 min 08 s | 1 h 03 min 36 s | 36 min 00 s   | 1 h 56 min 46 s |
| 27     | Norbert Domnik          | Autriche    | ?           | ?               | ?             | 1 h 56 min 48 s |
| 28     | Loch Vollermerhaus      | Canada      | 17 min 48 s | 1 h 02 min 03 s | 37 min 04 s   | 1 h 56 min 57 s |
| 29     | Martin Matula           | Tchéquie    | 20 min 04 s | 1 h 01 min 33 s | 35 min 19 s   | 1 h 57 min 00 s |
| 30     | Joachim Enzenhofer      | Autriche    | 19 min 10 s | 1 h 04 min 06 s | 33 min 45 s   | 1 h 57 min 02 s |

#### Femmes
| Rang   | Athlète                    | Nationalité      | Natation    | Vélo            | Course à pied | Temps           |
| ------ | -------------------------- | ---------------- | ----------- | --------------- | ------------- | --------------- |
| Or     | Emma Carney                | Australie        | 20 min 17 s | 1 h 07 min 04 s | 35 min 44 s   | 2 h 03 min 18 s |
| Argent | Anette Pedersen            | Danemark         | 20 min 53 s | 1 h 07 min 43 s | 36 min 54 s   | 2 h 05 min 31 s |
| Bronze | Sarah Harrow               | Nouvelle-Zélande | 20 min 03 s | 1 h 08 min 15 s | 38 min 30 s   | 2 h 06 min 52 s |
| 4      | Suzanne Nielsen            | Danemark         | 20 min 29 s | 1 h 09 min 36 s | 37 min 07 s   | 2 h 07 min 17 s |
| 5      | Isabelle Mouthon-Michellys | France           | 20 min 49 s | 1 h 09 min 23 s | 37 min 05 s   | 2 h 07 min 19 s |
| 6      | Bianka van Woesik          | Australie        | 21 min 05 s | 1 h 09 min 31 s | 37 min 20 s   | 2 h 07 min 57 s |
| 7      | Jenny Rose                 | Nouvelle-Zélande | 21 min 25 s | 1 h 08 min 29 s | 38 min 34 s   | 2 h 08 min 31 s |
| 8      | Jackie Hallam              | Australie        | 21 min 25 s | 1 h 11 min 17 s | 36 min 39 s   | 2 h 09 min 23 s |
| 9      | Rina Hill                  | Australie        | 19 min 45 s | 1 h 12 min 03 s | 38 min 04 s   | 2 h 09 min 54 s |
| 10     | Jeasnnine de Ruysscher     | Belgique         | 21 min 32 s | 1 h 08 min 35 s | 39 min 59 s   | 2 h 10 min 07 s |
| 11     | Gail Laurence              | États-Unis       | 20 min 15 s | 1 h 09 min 56 s | 40 min 02 s   | 2 h 10 min 15 s |
| 12     | Ute Schäfer                | Allemagne        | 23 min 22 s | 1 h 07 min 14 s | 40 min 13 s   | 2 h 10 min 49 s |
| 13     | Ann Keat                   | Nouvelle-Zélande | 20 min 00 s | 1 h 09 min 35 s | 41 min 43 s   | 2 h 11 min 21 s |
| 14     | Simone Mortier             | Allemagne        | 21 min 20 s | 1 h 10 min 30 s | 39 min 39 s   | 2 h 11 min 32 s |
| 15     | Sophie Delemer             | France           | 22 min 22 s | 1 h 09 min 50 s | 39 min 34 s   | 2 h 11 min 49 s |
| 16     | Dolorita Gerber            | Suisse           | 23 min 41 s | 1 h 11 min 14 s | 36 min 56 s   | 2 h 11 min 53 s |
| 17     | Karen Smyers               | États-Unis       | 21 min 16 s | 1 h 09 min 54 s | 40 min 47 s   | 2 h 11 min 58 s |
| 18     | Irma Heeren                | Pays-Bas         | 25 min 02 s | 1 h 11 min 52 s | 35 min 23 s   | 2 h 12 min 19 s |
| 19     | Jill Westenra              | Nouvelle-Zélande | 22 min 57 s | 1 h 10 min 08 s | 39 min 44 s   | 2 h 12 min 49 s |
| 20     | Lisa Bentley               | Canada           | 23 min 27 s | 1 h 11 min 25 s | 37 min 56 s   | 2 h 12 min 50 s |
| 21     | Maria Melin                | Suède            | 20 min 27 s | 1 h 13 min 45 s | 38 min 44 s   | 2 h 12 min 58 s |
| 22     | Fiona Dorothy Cribb        | Canada           | 22 min 02 s | 1 h 12 min 25 s | 38 min 43 s   | 2 h 13 min 11 s |
| 23     | Nina Anisimova             | Russie           | 19 min 42 s | 1 h 13 min 13 s | 40 min 16 s   | 2 h 13 min 13 s |
| 24     | Alison Hamilton            | Irlande          | 23 min 24 s | 1 h 11 min 13 s | 38 min 45 s   | 2 h 13 min 25 s |
| 25     | Sabine Graf-Westhoff       | Allemagne        | 19 min 47 s | 1 h 13 min 38 s | 40 min 18 s   | 2 h 13 min 37 s |
| 26     | Katie Webb                 | États-Unis       | 21 min 50 s | 1 h 13 min 22 s | 38 min 31 s   | 2 h 13 min 47 s |
| 27     | Alison Hollington          | Royaume-Uni      | 22 min 44 s | 1 h 11 min 38 s | 39 min 35 s   | 2 h 14 min 00 s |
| 28     | Kelley Kwiatrowski         | États-Unis       | 21 min 27 s | 1 h 12 min 56 s | 39 min 39 s   | 2 h 14 min 06 s |
| 29     | Sue Clark                  | Nouvelle-Zélande | 23 min 35 s | 1 h 11 min 11 s | 39 min 25 s   | 2 h 14 min 14 s |
| 30     | Francisca Ruessli          | Suisse           | 22 min 37 s | 1 h 09 min 48 s | 02 min 59 s   | 2 h 14 min 30 s |
| 31     | Dominique Donner           | Afrique du Sud   | 19 min 33 s | 1 h 13 min 21 s | 44 min 28 s   | 2 h 17 min 22 s |

### Junior

#### Hommes
| Rang   | Athlète          | Nationalité      | Natation | Vélo | Course à pied | Temps |
| ------ | ---------------- | ---------------- | -------- | ---- | ------------- | ----- |
| Or     | Ben Bright       | Nouvelle-Zélande |          |      |               |       |
| Argent | Richard Allen    | Royaume-Uni      |          |      |               |       |
| Bronze | Alexandre Manzan | Brésil           |          |      |               |       |
| 4      | Craig Walton     | Australie        |          |      |               |       |
| 5      | Philippe Huldi   | Suisse           |          |      |               |       |
| 6      | Ralph Zeetsen    | Pays-Bas         |          |      |               |       |
| 7      | Oliver Hufschmid | Suisse           |          |      |               |       |
| 8      | Chris Hill       | Australie        |          |      |               |       |
| 9      | Paul O'Brien     | Australie        |          |      |               |       |
| 10     | Peter Ternan     | Royaume-Uni      |          |      |               |       |

#### Femmes
| Rang   | Athlète              | Nationalité      | Natation | Vélo | Course à pied | Temps |
| ------ | -------------------- | ---------------- | -------- | ---- | ------------- | ----- |
| Or     | Clare Carney         | Royaume-Uni      |          |      |               |       |
| Argent | Marie Overbye        | Danemark         |          |      |               |       |
| Bronze | Melinda Walsh        | Australie        |          |      |               |       |
| 4      | Kristie Otto         | Canada           |          |      |               |       |
| 5      | Virginia Berasategui | Espagne          |          |      |               |       |
| 6      | Erika Molnár         | Hongrie          |          |      |               |       |
| 7      | Nicolett Pecsi       | Hongrie          |          |      |               |       |
| 8      | Anja Dittmer         | Allemagne        |          |      |               |       |
| 9      | Megan Evans          | Nouvelle-Zélande |          |      |               |       |
| 10     | Helena Edmonston     | Australie        |          |      |               |       |

## Tableau des médailles
| Rang  | Nation           | Or | Argent | Bronze | Total |
| ----- | ---------------- | -- | ------ | ------ | ----- |
| 1     | Royaume-Uni      | 2  | 1      | 0      | 3     |
| 2     | Australie        | 1  | 1      | 1      | 3     |
| 3     | Nouvelle-Zélande | 1  | 0      | 1      | 2     |
| 4     | Danemark         | 0  | 2      | 0      | 2     |
| 5     | Allemagne        | 0  | 0      | 1      | 1     |
| -     | Brésil           | 0  | 0      | 1      | 1     |
| Total | Total            | 4  | 4      | 4      | 12    |